# Монтегвалтијери
Монтегвалтијери (итал. Montegualtieri) је насеље у Италији у округу Терамо, региону Абруцо.
Према процени из 2011. у насељу је живело 96 становника. Насеље се налази на надморској висини од 255 м.